# Ohoden Col
Der Ohoden Col (englisch; bulgarisch Оходенска седловина Ochodenska sedlowina) ist ein vereister, über 900 m hoher und 950 m langer Bergsattel auf der Trinity-Halbinsel im Norden des Grahamlands auf der Antarktischen Halbinsel. Er verbindet die Ivory Pinnacles im Norden mit dem Detroit-Plateau im Süden. Der Pettus-Gletscher liegt östlich von ihm.
Deutsche und britische Wissenschaftler kartierten ihn 1996 gemeinsam. Die bulgarische Kommission für Antarktische Geographische Namen benannte ihn 2010 nach der Ortschaft Ochoden im Nordwesten Bulgariens.